# Cap d'Artigalonga
El Cap d'Artigalonga és una muntanya de 1.818 metres que es troba entre els municipis de Bossòst, a la comarca de la Vall d'Aran i França.